# Lawina (film 1994)
Lawina (tyt. oryg. Avalanche) – kanadyjski dreszczowiec z 1994 roku, wyreżyserowany przez Paula Shapiro. Był to film telewizyjny zrealizowany dla stacji CTV, nakręcony w regionie Kolumbia Brytyjska w Kanadzie.
Film spotkał się z pozytywną recenzją w magazynie Variety, gdzie opisano go jako "porządny thriller", chwaląc sposób filmowania, montaż i muzykę. Jednakże portal filmowy AllMovie ocenił Lawinę jedynie na dwie z możliwych pięciu gwiazdek.

## Fabuła
Ojciec wraz z dwójką dzieci spędza urlop w chatce w górach. Tymczasem Duncan, przemytnik diamentów, nieumyślnie powoduje katastrofę swojego samolotu, doprowadzając do lawiny, która zasypuje chatkę. Uwięziona wewnątrz rodzina odnajduje Duncana i ratuje mu życie. On jednak, zamiast pozwolić im kopać drogę na zewnątrz, zmusza do szukania zaginionych w śniegu diamentów. Rodzinę podejmuje walkę z przestępcą.

## Obsada
- Michael Gross jako Brian Kemp
- Deanna Milligan jako Deidre Kemp
- Myles Ferguson jako Max Kemp
- David Hasselhoff jako Duncan Snyder
- Don S. Davis jako Whitney
- George Josef jako burmistrz
- Ben Cardinal jako myśliwy